# Étang de Vendres
Pour les articles homonymes, voir Vendres (homonymie).
 (juin 2021).
- Si vous ne connaissez pas le sujet, laissez ce bandeau (vous pouvez alors contacter les auteurs).
- Si vous supprimez le contenu mis en cause (vous pouvez préalablement contacter les auteurs),

argumentez précisément cette suppression dans la page de discussion
(un manque de référence n'est pas un argument ; une recherche réelle de référence doit avoir été effectuée, être formellement documentée).
 (octobre 2023).
Motif : typo
L'étang de Vendres est un étang littoral (et non une dépression éolienne comme celui de Castelnau, son "annexe" nord) situé dans la commune de Vendres, dans le département français de l'Hérault sur la rive gauche de l'Aude et une petite partie sur la commune de Fleury département de l'Aude non loin de son embouchure dans la mer Méditerranée.

## Intérêts

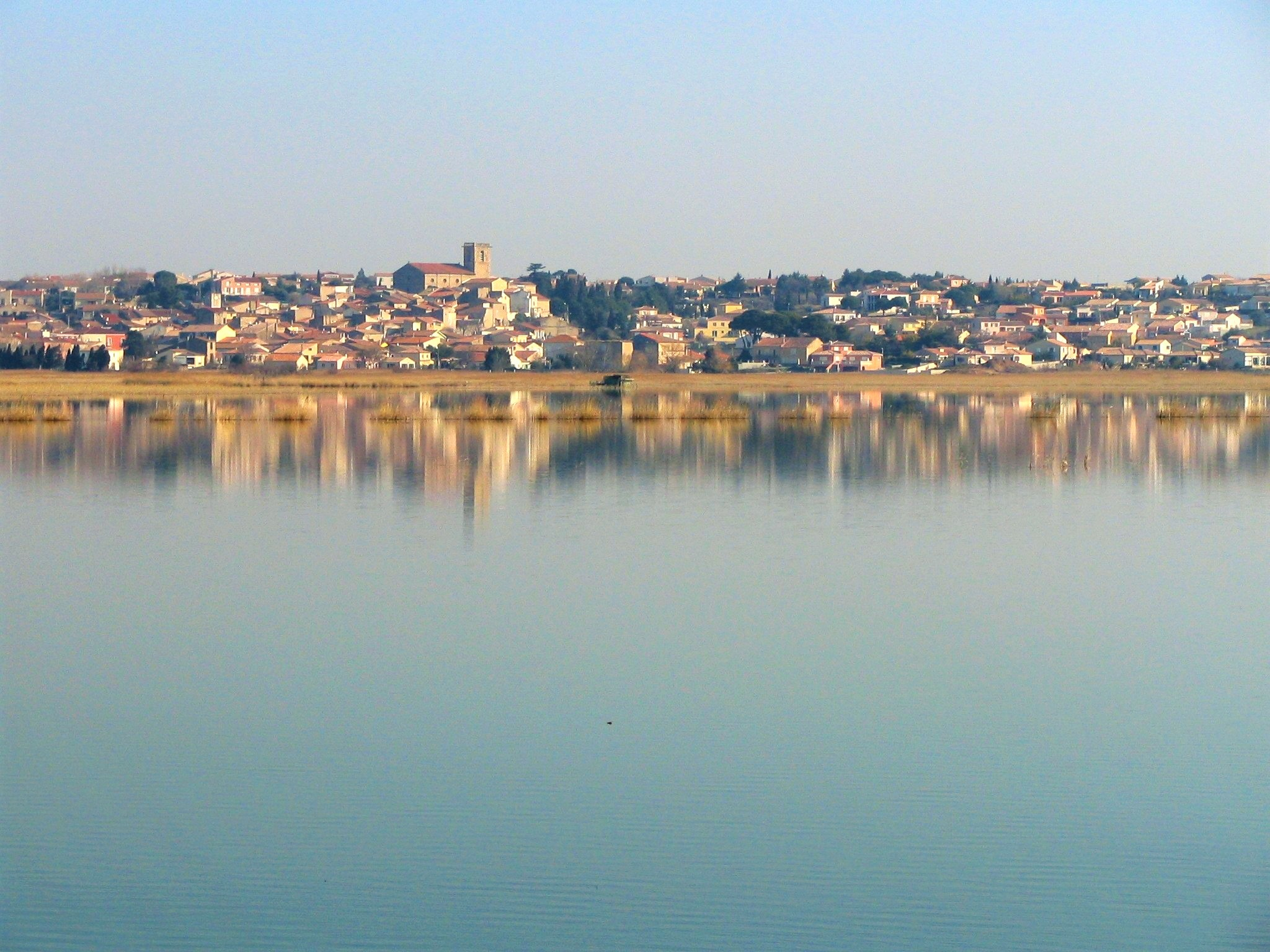
Vue de Vendres (Hérault, France) par l'étang.

Malgré des points communs, l'étang de Vendres présente un intérêt plus diversifié que les autres milieux humides de la "Basse plaine de l'Aude" par son étendue, son histoire géologique, son hydrographie et la gestion des eaux, la variété des habitats, sa faune et sa flore exceptionnelles riches en espèces déterminantes, ainsi que la présence sur son pourtour , de belles collines miocènes que recouvrent des garrigues, un plateau alluvial quaternaire édifié par l'Orb et les vestiges de nombreuses villas romaines dont le "temple de Vénus", en fait complexe thermal (M.Clavel-Lévêque).
Sa protection et sa mise en valeur sont assurées par les membres d'une association locale très dynamique : "Patrimoine et Nature".

## Hydrographie
Cet étang, d'une profondeur moyenne de 50 à 80 cm et dont la superficie varie en cours d'année de 500 à 1 000 hectares, est au centre d'une zone humide de 1 800 ha. Il communique avec la mer par le grau du Chichoulet et avec l'étang de Lespignan par le canal de la Matte. Le site comprend une roselière de plusieurs centaines d'hectares. On peut lui adjoindre une dépression humide voisine, en fait d'origine éolienne : l'"annexe" de Castelnau, dite "l'Étang rond" ou "Redon" (Fig.1). Il présente donc un intérêt géologique mais également, depuis peu, en archéologie (dépotoir antique à coquillages). Tout près de lui, le domaine de Castelnau, d'intérêt historique, est un « château neuf entre les deux étangs » (Fig.1).

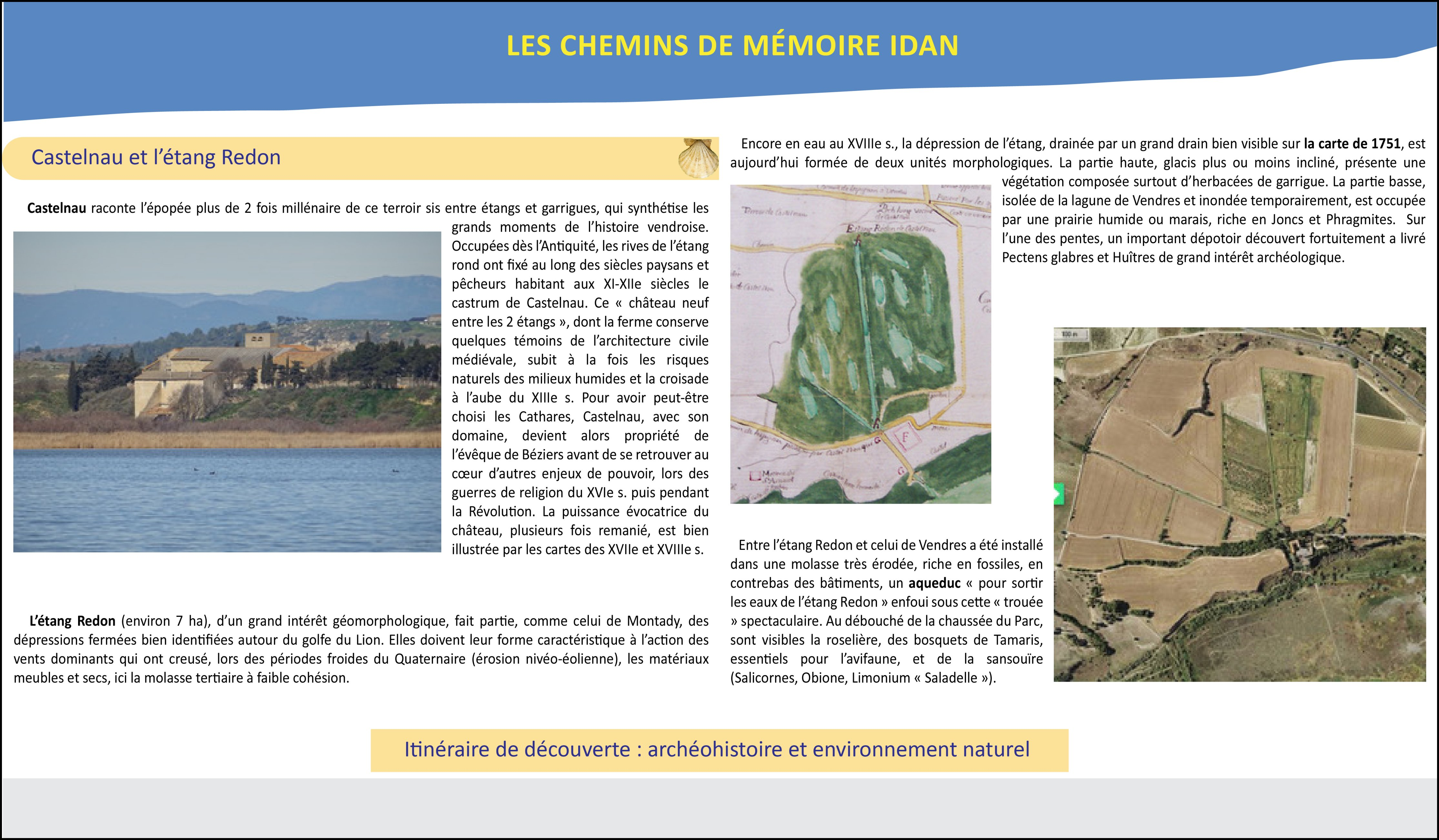
Panneau destiné à jalonner un futur parcours de mémoire IDANH.

## Origine de l'étang
L’avancée marine post-glaciaire a envahi une cuvette située entre le massif de Fontfroide, celui de la Clape et les collines du Sud Biterrois, y créant un golfe de 25 000 hectares. 

### Antiquité
Le golfe se présentait comme une petite mer intérieure à nombreuses îles (dont la Clape) qui recevait les eaux de l’Aude (Atax) et les transmettait à la Méditerranée par d’étroites embouchures. Ce palus, terme le plus adéquat selon Clavel-Lévêque () ou « Lacus rubresus » de P. Mela (« Mare narbonesus », « rubrensis » de Pline, « narbonites » de Strabon) fut soumis à une sédimentation marine puis à un colmatage par les limons de l'Aude lui donnant une couleur rougeâtre, d'où son nom. Les cités de Narbonne (près du bras principal du fleuve) et Vendres (Portus veneris) étaient établies sur les bords du Palus transformé en lagune par son comblement progressif et la formation d'un cordon littoral. C'est ainsi que s'isola l'étang de Capestang, que Narbonne fut séparée de la mer (Ve siècle) et de l'Aude, et que la partie la plus orientale du Palus (probablement désigné sous le qualificatif "Helice" par Avienus ) devint les étangs de la Matte (Lespignan) et Vendres comme en témoignent des marqueurs biologiques, Elle fut presque entièrement fermée sur la mer par le cordon littoral qu'interrompaient seulement des graus.

### À partir duXIVesiècle
À la suite d'une crue exceptionnelle en 1316, l'Aude abandonna son cours majeur via Narbonne. Elle s'orienta d'ouest en est, se déversa dans une lagune vive d'environ 5 000 ha, dite étang de Pérignan et Vendres , communiquant avec la mer par le chenal du «grau de Vendres». Plusieurs auteurs notent que si la crue modifie le cours de l'Aude, c'est qu'elle endommage des endiguements en amont qui la forçaient à s'orienter vers les ports de Narbonne.

## Milieux naturels
L’étang sensu lato est un ensemble de milieux naturels d’une exceptionnelle richesse représentant un stade avancé dans l'évolution des écosystèmes lagunaires et espace naturel protégé (Natura 2000). Ces milieux, très différents et imbriqués en mosaïque complexe, abritent une flore et une faune exceptionnelles. Ils comportent une vingtaine d’ habitats d’intérêt communautaire, dont 5 prioritaires se rattachant à 6 grandes unités écologiques.

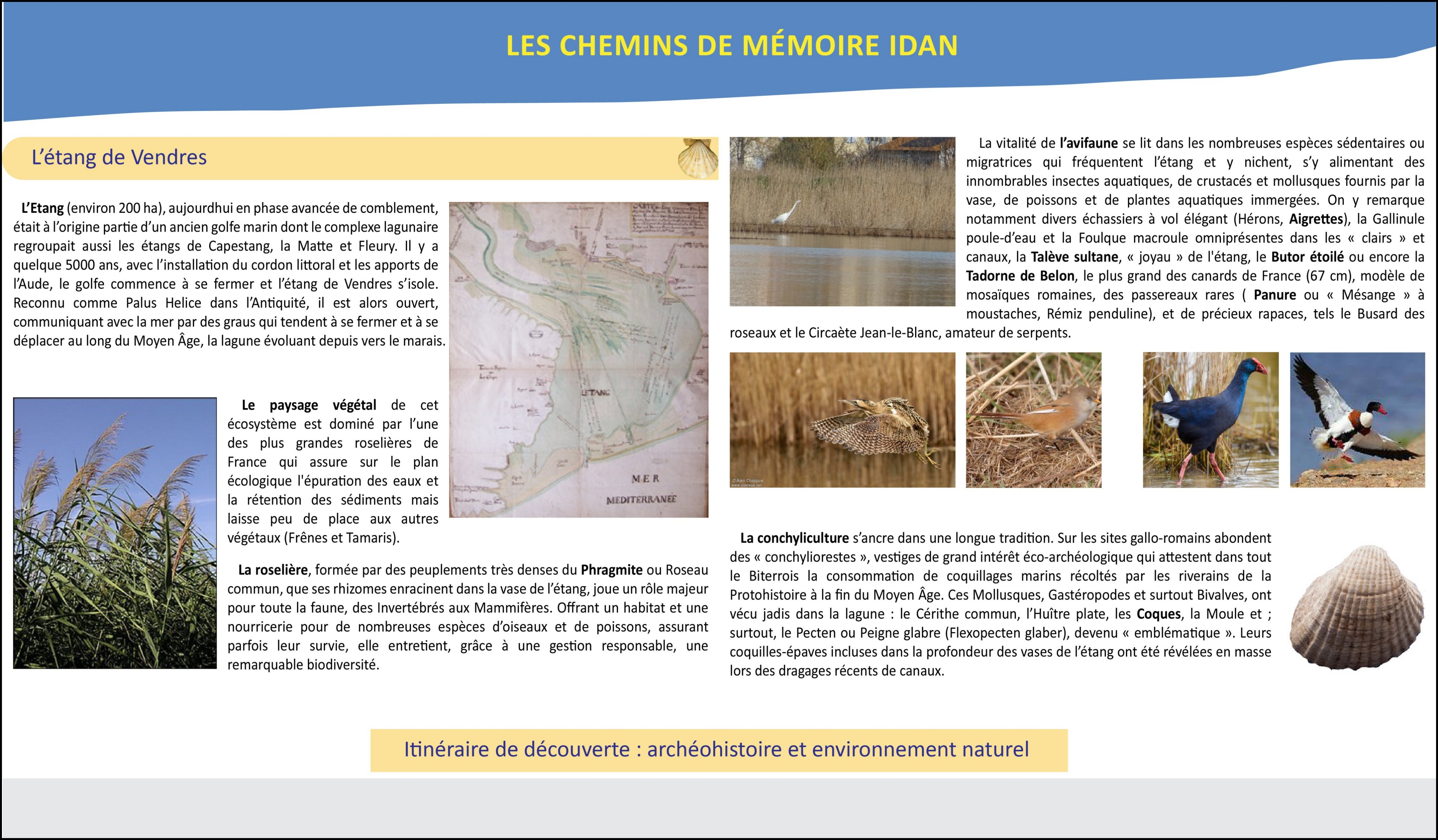
Panneau destiné à jalonner un futur parcours de mémoire IDANH.

### Le complexe lagunaire
Ses lagunes méditerranéennes (surface: 30% de l'ensemble) sont largement occupées par les roselières, une végétation semi aquatique très dense (Phragmite ou roseau commun, Scirpes, Joncs) mais exposées aussi dans les zones découvertes ou "clairs". Les lagunes méditerranéennes sont des milieux typiques et peu répandus en Europe. Elles abritent de nombreuses espèces d’intérêts patrimonial et communautaire prioritaire.

### Les prés salés
Dominant dans le secteur nord-ouest de l'étang (surface : 35 %) et d'intérêt pastoral, ils sont surtout caractérisés par divers joncs et abritent aussi des espèces végétales rares.

### Les sansouïres
Ces étendues limoneuses salées (surface : 25 %) sont dominées par les Salicornes et permettent l'alimentation de l'avifaune lorsqu'elles sont submergées.

### Les milieux dunaires
Abritant une flore et une faune psammophiles qui leur sont propres, ils sont les plus exposés à la pression touristique.

### Les fourrés de tamaris
Ils ont une grande importance pour l'avifaune tout comme les ripisylves.

### Les ripisylves
Elles sont surtout installées le long du cours de l'Aude, y abritent une flore herbacée diversifiée et des lianes, dont la Scammonée de Montpellier, Cynanchum acutum ainsi qu'une entomofaune ayant inclus le Petit Monarque(lien externe).

### Le pourtour de l'étang
Il comporte les abords immédiats, les collines et le plateau de Vendres. Sur ce dernier, ont été découverts ou retrouvés par le botaniste biterrois Jean Gastesoleil (1939-2014) des taxons végétaux particulièrement rares et protégés : Physalis viscosa, Centaurea nicaensis et Centaurea acaulis, Anagallis monelli, Nassella trichotoma, Marsilea pubescens (Marsilée pubescente : Equisetopsida, Salviniales) et Damasonium polyspermum (Étoile d'eau à nombreuses graines: Equisetopsida, Alismatales) ces deux taxons dans une mare temporaire méditerranéenne du plateau. Les collines miocènes situées au nord-ouest de l'étang sur les communes de Lespignan et Vendres (Puech de l'Œuvre, Les Escaliers, Les Moulins, Puech Piquet, Puech Blanc, Tènement des Bains) présentent une garrigue languedocienne typique. Entre autres herbacées, on peut signaler Atractylis humilis petit "chardon" d' une grande rareté, et Ephedra distachya, devenue ici saxicole (A.Lopez,2019), ainsi que la remarquable abondance de Ruta chalepensis cohabitant avec Ruta montana sur le petit puech de la Sav oie. 

## Faune
L'étang de Vendres est surtout connu comme un haut-lieu ornithologique accueillant dans sa roselière à Phragmites (l'une des plus grandes du Midi de la France) de très nombreuses espèces d'oiseaux, tant en nidification qu'en migration ou qu'en hivernage. Il présente en fait une remarquable biodiversité dont des recherches locales en cours complètent l'inventaire. Ce dernier avait été déjà entrepris au XIXe siècle par naturalistes de Béziers et Toulouse.

### Invertébrés

#### Mollusques

##### Gastéropodes terrestres
Ils ont été déterminés près de Castelnau. Petit gris (Cryptomphalus aspersus, Helix aspersa), Mourgueta (Eobania vermiculata), Cornet étroit (Cochlicella acuta), Hélicette ponctuée (Xerotricha apicina) 

##### Gastéropodes aquatiques
Grande Limnée (Lymnaea stagnalis), Planorbe Anisus spirorbis, .Physa acuta

##### Lamellibranches
Palourde d'eau douce ou asiatique (Corbicula fluminea), Anodonte ou Unio (?)

#### Arachnides
Argiope lobée (Argiope lobata), vue sur sa toile avec stabilimentum dans la végétation herbacée (8/2017), Dysdère rouge (Dysdera erythrina) sous les pierres, Dolomedes fimbriatus (1993) araignée semi aquatique à ne pas confondre avec l'Argyronète, non encore observée ici mais présente dans l'étang de Capestang.

#### Myriapodes
Polydesmus gallicus, Iulus albolineatus, Glomeris marginata, Stigmatogaster gracilis, Geophilus flavus, G.ferrugineus, Lithobius pyrenaicus, et Scutigera coleoptrata ont été trouvés sous les pierres et dans les détritus d'inondation au pourtour de l'étang (in Bulletin Soc.Hist.nat.Toulouse, 1886)

#### Annélides
Hediste diversicolor (Nereididae)

#### Crustacés
Atyaephyra desmaresti. - Écrevisse de Louisiane (Procambarus clarkii) et Crabe bleu (Callinectes sapidus) tous deux non indigènes car originaires d' Amérique du nord et invasifs.

#### Insectes aquatiques

##### Odonates
Anax empereur (Anax imperator) - Crocothemis erythraea - Sympetrum fonscolombei

##### Coléoptères

###### Haliplidae
Haliplus lineaticollis

###### Dytiscidae
Hydroporinés:  Coelambus parallelogrammus et Coelambus impressopunctatus -Noterinés: Noterus clavicornis - Laccophilinés: Laccophilus minutus et Laccophilus variegatus - Colymbetinés: Agabus bipustulatus, Colymbetes fuscus, Rhantus pulverosus, Agabus conspersus -Dytiscinés: Hydaticus leander, Cybister lateralimarginalis, la plus grande espèce de la famille - Agabinés : Platanbus maculatus

###### Hydrophilidae
Ils vivent dans l'eau calme, riche en hydrophytes immergés.
Le Grand hydrophile (Hydrophilus piceus), "géant" du groupe et des Coléoptères aquatiques, Hydrobius fuscipes, Hydrochara caraboides et Hydrochara flavipes, Hydrobius fuscipes et Hydrobius convexus, Berosus signaticollis et Berosus affinis.

###### Helophoridae
Helophorus aquaticus et Helophorus brevipalpis.

###### Gyrinidae
Gyrinus substriatus

##### Hémiptères

###### Naucoridae
Naucore (ilyocoris (Naucoris) maculata)

###### Corixidae
Corises: Corixa affinis - Sigara falleni -

###### Pleidae
Plea minutissima (P. leachi)

###### Nepidae
Nèpe cendrée, Nepa cinerea.

#### Insectes "terrestres"

##### Orthoptères
Criquet migrateur (Locusta migratoria), Oedipode émeraudine (Aiolopus thalassinus). Plusieurs exemplaires de la très rare "magicienne dentelée" (Saga pedo) ont été photographiés sur des câpriers par J.C.Crespo (Pat.Nat.,Vendres), au dessus de l'étang (versant occidental).

##### Lépidoptères
La Diane Zerynthia polyxena, signalée en 2008 (Natura 2000 ?), est en fait un papillon de garrigue inféodé aux Aristoloches du secteur, peut être Aristolochia rotunda, abondante le long du canal de la Matte. Son intérêt est moindre que celui du Petit Monarque, Danaus chrysippus, étudié en 2003 dans la ripisylve, lié temporairement à la Scammonée de Montpellier (Cynanchum acutum) sur les bords de l'Aude, lors d'une migration caniculaire (A.Lopez,2003).

### Poissons
Poissons d'eau douce typiques : l'Anguille toujours pêchée activement, le Joël ou Athérine (Atherina boyeri) qui se retrouve en eau salée, la Perche arc-en-ciel Lepomis gibbosus, la Carpe commune Cyprinus carpio, la Tanche Tinca tinca, la Brème commune, Abramis brama, le Brochet Esox lucius, le Sandre Sander lucioperca, les Silures,l'Épinoche.... L'absence de collaboration du pêcheur professionnel d'Anguilles n'a pas permis de compléter cette liste....

### Batraciens
Les Anoures. Le Pélobate cultripède Pelobates cultripes  (CEN  2005) (Pelobatidae), crapaud très rare vivant dans les mares littorales des milieux dunaires et la Grenouille de Pérez Pelophylax perezi (CEN 2008) (Ranidae) sont deux espèces déterminantes.  

### Reptiles
La Cistude d' Europe aurait été présente au siècle dernier (tout comme la tortue d'Hermann dans la Clape voisine) mais elle semble avoir disparu aujourd'hui... 
Sur le pourtour de l'étang, le Lézard ocellé Timon lepidus CEN 2002 et deux Psammodromes, l'algire (Psammodromus algirus), espèce remarquable, et celui d'Edwards (Psammodromus hispanicus), taxon déterminant. 

### Oiseaux
Basée sur la présentation actuelle des ordres et la phylogénie, leur liste est établie d'après des observations personnelles ainsi que celles des membres de Patrimoine et Nature, du GRIVE, d' Aude Nature, de Natura 2000 et de divers particuliers s'exprimant sur le "Net".

#### Coraciadiformes
À côté du Rollier (Coraciadidae) et du Guêpier (Meropidae), fréquentant les abords de l'étang, les Coraciadiformes sont représentés par le Martin-pêcheur d' Europe (Alcedo atthis), de la famille des Alcidinidae.

#### Ansériformes
Sédentaires ou de passage, la plupart des genres et espèces observées en France, peuvent se rencontrer dans l'étang.

##### Anatidae
Les Anatini dits "canards de surface" ou "barboteurs" : le Colvert (Anas platyrhynchos), le Souchet (Anas clypeata) et le Chipeau (Anas strepera), le Canard siffleur (Anas penelope), le Canard pilet (Anas acuta), les Sarcelles d' hiver (Anas crecca) et d' été (Anas querquedula), et le Tadorne de Belon (Tadorna tadorna) qui nicherait dans des terriers de lapin au nord de l'étang . Les Aythyini dits "canards plongeurs" : la Nette rousse (Netta rufina) et le Fuligule milouin (Aythya ferina). 

#### Phoenicoptériformes
Le Flamant rose (Phoenicopterus roseus)

#### Podicipediformes
Grèbe huppé (Podiceps cristatus)  et Grèbe castagneux (Tachybaptus rufficollis) 

#### Ardeidae
La famille des Ardeidae est représentée par des espèces déterminantes 

##### Botaurinae
Le Butor étoilé (Botaurus stellaris) et le Blongios ou Butor nain  (Ixobrychus minutus).

##### Ardeinae (dont Nycticoracinae)
Le Bihoreau gris (Nycticorax nycticorax), le Crabier chevelu (Ardeola ralloides), l'Aigrette garzette (Egretta garzetta), la Grande Aigrette (Ardea alba), le Héron cendré (Ardea cinerea), le Héron pourpré (Ardea purpurea) et le Héron garde-bœufs (Bubulcus ibis)

#### Rallidae
Les deux taxons les plus remarquables sont le Râle d'eau (Rallus aquaticus) et, surtout, la Poule ou Talève sultane (Porphyrio porphyrio) l'un des "joyaux" de l'étang. La Gallinule poule-d'eau (Gallinula chloropus) et la Foulque macroule (Fulica atra) sont beaucoup plus fréquentes et des mieux visibles dans les "clairs" et canaux..... 

#### Passeriformes.
La Rousserolle turdoïde (Acrocephalus arundinaceus) et la Lusciniole à moustache (Acrocephalus melanopogon), espèce déterminante, qui nichent parmi les phragmites, le Rémiz penduline (Remiz pendulinus) qui construit un nid en bourse suspendu au-dessus de l'eau dans la phragmitaie ou à des branches d'arbres, le Pipit rousseline (Anthus campestris) et le Bruant ortolan (Emberiza hortulana), autre espèce déterminante, tous deux dans les zones sèches.
.....Enfin, quelques espèces rares sont considérées comme "accidentelles", de simple passage et pouvant provenir de la Réserve africaine de Sigean : le Pélican gris (Pelecanus rufescens)(obsv. Crespo et al.), le Cygne noir (Cygnus atratus) et l'Ibis sacré (Threskiornis aethiopicus) qui aurait même nidifié dans l'étang. L'Erismature rousse (Oxyura jamaicensis : Anatidae, dimorphisme sexuel remarquable) a été également signalée mais serait considérée comme indésirable.

#### Rapaces
Le Busard des roseaux (Circus aeruginosus), le Busard cendré (Circus pygargus) et le Balbuzard pêcheur (Pandion haliaetus)....

### Mammifères

#### Chiroptères
La Sérotine commune (Eptesicus serotinus), le Vespère de Savi (Hypsugo savii) et surtout le Grand Rhinolophe (Rhinolophus ferrumequinum), espèce déterminante.

#### Rodentia
D' origine américaine et donc importés, le Ragondin (Myocastor coypus : Hystricomorpha) et le Rat musqué (Ondatra zybethicus : Myomorpha) creusent des terriers dans les berges des canaux et fossés mais peuvent aussi construire des "huttes" en débris végétaux, surtout de Phragmites. Essentiellement herbivores, ils se nourrissent parfois de Mollusques : Clovisse asiatique et Unionidae.

### Ancienne faune de l'étang
Il s'agit de la Faune malacologique, les Mollusques ayant vécu jadis dans les étangs de Vendres, de la Matte et le Palus Helice qui les a précédés. Ils ne sont connus que par leurs coquilles-épaves, mises à jour dans les vases extraites récemment (2019) des canaux de l'étang de Vendres par curage, non loin des thermes de la Villa de Vénus, et par les conchiliorestes correspondants découverts dans la quasi-totalité des villas-galloromaines du voisinage où quatre de ces Lamellibranches avaient été transportés depuis le Palus puis consommés. Retrouvés dans les habitats antiques du Saint-Chinianais (A.Lopez,avec F.Marcou,2020), ils avaient donc fait l'objet d'un commerce avec l'arrière-pays du Biterrois.
En voici la liste : Le Pecten glabre, Flexopecten glaber (Pectinidae) omniprésent, taxon "emblématique" dans tout le secteur (A.Lopez,2020) - l'Huitre plate d' Europe, Ostrea edulis (Ostreidae), également très abondante - Les deux Coques, commune (Cerastodesma edule) et glauque (Cerastodesma glaucum)(Cardiidae) - La Moule méditerranéenne, Mytilus galloprovincialis.(Mytilidae), mal conservée. 
À noter aussi: Le Cérithe commun, Cerithium vulgatum (Gasteropode, Cerithiidae), accidentel dans les villae et leurs dépendances - La Palourde commune, Ruditapes decussatus (Veneriidae), et le Flion tronqué, Tenille ou Telline, Donax trunculus (Donacidae), absents des sites gallo-romains donc non consommés - 
Au sud de l'étang (lieu-dit "Les rizières" ou "Bois de Palazy"), les coquilles épaves appartiennent aussi à d'autres taxons, franchement marins : Mactres, Couteaux, Amandes de mer, Murex, Bucardes........ Ils indiquent qu' en ce lieu, le Palus s'ouvrait largement sur la mer, probablement par un grau très spacieux. 
Les conchyliorestes d'autres espèces y sont également présents. En voici la liste, dressée par A.Lopez et F.Marcou (hiver 2020) : La Gibbule, Gibbula (Trochus) adamsoni (Trochidae) - La Turritelle commune, Turritella communis (Turritellidae) - Le Cérithe réticulé, Bittium reticulatum (Cerithiidae) - Le Scalaire, Epitonium clathrus (Epitoniidae) - La Natice porte-chaîne, Euspira (Lunatia) catena (Naticidae) - La Nasse réticulée, Tritia (Nassarius) reticulata (reticulatus) et le Cyclope ou Nasse néritoïde, Tritia (Cyclope) neritea (Nassariidae) - La Lucine pale, Loripes lucinalis (Lucinidae) - Le Coin à bandes, Donax vittatus (Donacidae) -La Lutraire elliptique, Lutraria lutraria (Lutrariidae). 

### Arrière Plage
L'arrière-plage comporte le milieu dunaire, de la sansouïre et des lagunes.
Flore
La flore des dunes comprend un ensemble de plantes psammophiles typiques : l'Euphorbe peplis (Euphorbia peplis : Euphorbiaceae), la Luzerne maritime (Medicago marina : Fabaceae), l'Alysson maritime ou Corbeille d'argent (Lobularia maritimsea : Brassicaceae), le Liseron des sables ou soldanelle (Calystegia soldanella : Convolvulaceae), le Plantain à feuilles grasses (Plantago crassifolia : Plantaginaceae), le Lis maritime (Pancratium maritimum : Liliaceae), l'Euphorbe des rivages ou maritime (Euphorbia paralias : Euphorbiaceae), la Camomille des dunes (Anthemis maritima : Asteraceae), la Malcolmie maritime ou Giroflée des sables (Malcolmia littorea : Brassicaceae), la Matthiole ou Giroflée des dunes (Matthiola sinuata), la Crucianelle maritime (Crucianella maritima : Rubiaceae), la Scabieuse maritime (Scabiosa maritima), le Panicaut maritime (Eryngium maritimum : Apiaceae), le Panais porte-épines(Echinophora spinosa : Apiaceae), la Queue de Lièvre ou Lagure ovale(Lagurus ovatus) et enfin, l'Oyat (Ammophila arenaria : Poaceae). Les arbres et arbustes sont représentés par le Tamaris, l'Eleagnus ainsi qu'un très grand exemplaire de Pistachier lentisque, inattendu en ce lieu (selon A.Lopez et J.Gastesoleil).
À la limite de la sansouïre, les dépressions humides abritent à nouveau le Phragmite (Phragmites communis), le Jonc maritime (Juncus maritimus) et le Jonc piquant (Juncus acutus), ainsi que l'Inule perce-pierre ou fausse criste (Limbarda crithmoides)....

#### Mollusques
Cornet méditerranéen (Cochlicella barbara) -Clausilie (Clausilia rugosa)- Myosotella (= Ovatella) myosotis

#### Crustacés
Isopodes: Idotea chelipes - Sphaeroma serratum
Amphipodes: Puce de mer (Talitrus saltator)

#### Insectes
Dermaptères  Labidura riparia et Forficula auricularia

### Faune des Tamaris
Coléoptères Curculionidae: Coniatus tamarisci - Corimalia (= Nanophyes) tamarisci
Hémiptères Nabidae: Nabis viridulus

## Flore

### Hydrophytes
Les hydrophytes aquatiques immergés sont le Potamot pectiné ou à feuilles pectinées (Stuckenia pectinata (Potamogetonaceae), la Zannichellie des marais (Zannichellia palustris : Zannichelliaceae), la Rupelle spiralée (Ruppia cirrhosa : Ruppiaceae), le Varech de Nolti ou Zostère naine (Zostera noltii : Zosteraceae) et des algues vertes Characeae.
Les hydrophytes flottants sont représentés par la Ludwigie ou Jussie à grandes fleurs (Ludwigia grandiflora : Onagraceae) considérée comme envahissante et nuisible....

### Plantes terrestres ("Cormophytes")
Les Plumbaginaceae, d'identification délicate, sont représentées par le genre Limonium ("Statices") notamment avec Limonium vulgare ("Saladelle", "Lavande de mer"), le plus répandu, et les espèces déterminantes protégées : Limonium auriculiursifolium ("Statice à feuilles de Lychnis"), Limonium girardianum ("Statice de Girard"), Limonium legrandii ("Statice de Legrand") et Limonium (Myriolimon) ferulaceum ("Statice fausse-férule"). Limoniastrum monopetalum

## Protection environnementale
L'étang de Vendres est compris dans le site Natura 2000 de la « Basse plaine de l'Aude ». 

## Archéologie

### La Villa "Temple de Vénus"
Au mythe d'un "temple de Vénus "a succédé le concept, bien réel, d'un ensemble thermal répondant à des modèles fonctionnels. Ainsi a-t-on pu identifier deux fours ou praefurnia, une pièce chaude ou caldarium (37 m2), une pièce d'eau tiède ou tepidarium (26 m2), une pièce froide ou frigidarium (15 à 17 m2), une salle de transpiration sèche ou laconicum et deux piscines. Ces thermes privés, auxquels s'associait un vivier circulaire pour poissons évoquant celui, beaucoup plus vaste, de Narbonne, étaient annexés à une villa sise plus à l'est, vraisemblablement somptueuse comme en présument des matériaux décrits par Mourret. Un aqueduc alimentait tout l'ensemble. Il en subsiste des vestiges partiels et très remaniés dans la colline proche. L'ensemble vient d'être réconstitué en 3D.

### Autres vestiges antiques
D'autres sites romains sont connus et actuellement prospectés (Parc culturel du Biterrois) dont diverses villas à l'est et surtout au nord de l'étang où celle de Vivios, sur Lespignan, est remarquable par ses canalisations et pose divers problèmes. A la Barre du Puech blanc, des vestiges archéologiques incluent une citerne qui aurait été emplie de coquillages, notamment Flexopecten glaber .De même, cette fois sur Nissan à proximité de l'étang de La Matte- Lespignan, était établie la villa du Petit Marignan (A.Lopez) dont le dépotoir est extrêmement riche en ce Mollusque.
Sur le plateau de Vendres, citons des emplacements de Villae signalés, une fois encore par leurs conchyliorestes. à Sainte-Germaine, Jaussan et Perrier-Grand Figuier. 
Plusieurs carrières antiques notamment au lieu-dit Gouldeau-Valère, et aux Escaliers, ont fourni les matériaux de construction, dont un calcaire coquillier (lumachelle) dit "des Brégines".Les traces d'outils (escoudes) sur les fronts de taille, des puits et de nombreuses ornières liées au transport y sont encore visibles (in villa de Vivios Lespignan).